# 栄町 (台北市)

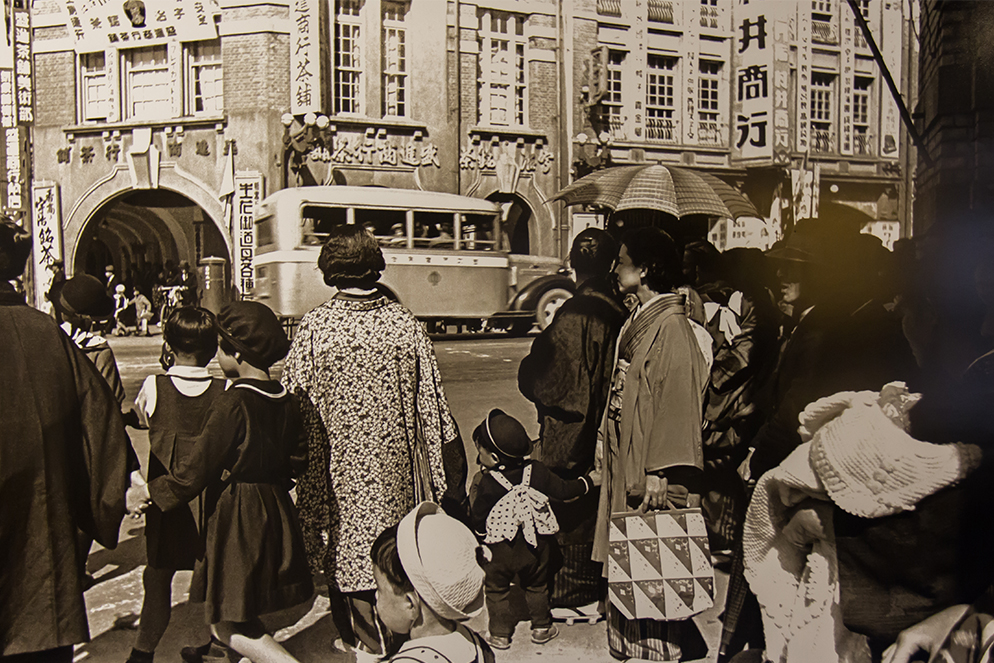
1942年の栄町の街頭

栄町（さかえちょう）は、日本統治時代の台北市の行政区。城内のほぼ中心部、現在の衡陽路、宝慶路などに相当する。戦前は台北随一の繁華街として栄え、台北の銀座と言われた。

## 町内施設
- 新高堂書店（一丁目、現・東方出版社）
- 台湾銀行本店（二丁目、現・台湾銀行）
- 栄町郵便局（二丁目）
- 文明堂書店（二丁目26番地）-　1897年に長谷川直（福井師範学校出身）が創業し、日本の新刊雑誌や本のほか、蓄音機やレコード、ラジオ機器などを扱った（戦後は京都で開業した)[1]。
- 辻利茶舗（二丁目、現・スターバックス重慶店）-　1899年に三好徳三郎が渡台し、辻利台北支店として開業（戦後祇園辻利として開業）[2]。
- 菊元百貨店（三丁目、現・国泰世華銀行）
- 台北信用組合（三丁目、現・合作金庫銀行）
- 台湾日日新報社（四丁目）
- 台北公会堂（三丁目・四丁目、現・台北中山堂）